# Gary Owers
Gary Owers (Newcastle upon Tyne, 3 ottobre 1968) è un allenatore di calcio ed ex calciatore inglese, di ruolo centrocampista.

## Carriera

### Giocatore
Esordisce tra i professionisti nella stagione 1986-1987 all'età di 18 anni con la maglia del Sunderland, club in cui già aveva giocato nelle giovanili e che nella sua prima stagione in prima squadra retrocede dalla seconda alla terza divisione inglese, risalendo però in seconda divisione dopo un solo anno grazie alla vittoria della Third Division 1987-1988; Owers gioca poi in seconda divisione nelle stagioni 1988-1989 e 1989-1990, la seconda delle quali conclusa con una promozione in prima divisione, categoria in cui esordisce all'età di 22 anni nella stagione 1990-1991 realizzandovi una rete in 38 presenze (ovvero tutte quelle in programma in campionato); la stagione si chiude con un penultimo posto in classifica per i Black Cats, che l'anno seguente raggiungono però la finale di FA Cup, perdendola per 2-0 contro il Liverpool. In campionato il club non ottiene invece grandi risultati, arrivando in diciannovesima posizione; dopo un ventunesimo posto nella stagione 1992-1993 (evitando in extremis la retrocessione in terza divisione), nella stagione 1993-1994, l'ultima di Owers nel club, arriva invece un dodicesimo posto in classifica.
Nell'estate del 1994 dopo complessive 320 presenze e 25 reti in partite di campionato con la maglia del Sunderland, Owers viene infatti ceduto a titolo definitivo per 250000 sterline al Bristol City, altro club di seconda divisione: qui, dopo una retrocessione in terza divisione nella sua prima stagione in squadra, gioca per altre 3 stagioni in questa categoria, conquistando una promozione in seconda divisione al termine della stagione 1997-1998, la sua ultima nel club, con cui mette a segno complessivamente 9 reti in 130 partite di campionato. Passa quindi al Notts County, con la cui maglia gioca per 4 stagioni consecutive in terza divisione, per un totale di 154 presenze e 12 reti in partite di campionato. Nei 5 anni seguenti, fino al definitivo ritiro nel 2007 all'età di 39 anni, gioca poi in vari club semiprofessionistici, in cui spesso ha il doppio ruolo di giocatore ed allenatore.

### Allenatore
Dal 2003 al 2005 è stato contemporaneamente allenatore e giocatore del Bath City in Southern Football League (che all'epoca era la sesta divisione inglese); nella stagione successiva ricopre un doppio ruolo analogo al Forest Green, club di Conference National (quinta divisione e più alto livello calcistico inglese al di fuori della Football League), dove ottiene un diciannovesimo posto in classifica conquistando la salvezza all'ultima giornata grazie ad una vittoria casalinga per 2-0 contro lo Stevenage il 29 aprile 2006; il 27 agosto 2006, dopo un deludente inizio della stagione 2006-2007, viene però esonerato. Nella stagione 2006-2007 allena il Weston-super-Mare in Conference South (sesta divisione), sempre anche con il ruolo aggiuntivo di giocatore; dopo un breve periodo da solo giocatore al Minehead, ritorna ad allenare nella stagione 2009-2010 come vice dell'Aldershot Town, in Conference National, mantenendo poi l'incarico anche per la stagione 2010-2011. Dopo una stagione come collaboratore tecnico al Bristol City in seconda divisione, nella stagione 2012-2013 è sia allenatore dell'Under-18 che vice della prima squadra del Plymouth, in quarta divisione; nella stagione 2013-2014 rimane ai Pilgrims, ma con il solo ruolo di vice della prima squadra. Il 9 marzo 2015, dopo alcuni mesi di inattività, ha iniziato a lavorare con un ruolo dirigenziale nel settore giovanile del Motherwell, club della prima divisione scozzese; dopo soli 3 mesi si dimette però dall'incarico per andare a lavorare come vice di Malcolm Crosby al Gateshead, club di National League (nuovo nome assunto nel frattempo dalla Conference National). Nel novembre del 2015, all'esonero di Crosby, lascia però a sua volta il club. Nel febbraio del 2016 torna al Bath City, in National League South (sesta divisione), allenando poi il club bianconero anche per l'intera stagione 2016-2017 e nelle prime settimane della stagione 2017-2018: si dimette infatti dai Romans il 13 settembre 2017 per firmare il giorno stesso un contratto con il Torquay Utd, con cui però a fine stagione retrocede in National League South; inizialmente viene riconfermato alla guida del club nonostante la retrocessione, ma il 12 settembre 2018, un giorno prima dell'anniversario della sua assunzione, viene esonerato a causa dei cattivi risultati ottenuti nelle prime giornate di campionato.

## Palmarès

### Giocatore

#### Competizioni nazionali
- Third Division: 1

Sunderland: 1987-1988